# Moysés Baumstein
Moysés Baumstein (San Paolo, 13 giugno 1931 – San Paolo, 4 dicembre 1991) è stato un artista brasiliano.

## Biografia
Aveva una formazione accademica multidisciplinare inizialmente in economia, poi in sociologia, matematica e teatro. Con realizzazioni che hanno riunito arte e scienza, ha dimostrato di essere un vero "uomo del Rinascimento".
Le sue principali aree di attività erano: arti visuali (pittura, incisione e disegno), olografia, teatro, cinema, video e letteratura.
Un'irriverenza frantumando contro tutti i concetti precostituiti faceva parte del suo carattere in qualche misura complementari uno spirito curioso che incessantemente cercato nuove forme di espressione di accettare tutti i tipi di sfide. Accoppiato con questa irrequietezza creativa un umorismo mordente e critico permeava la sua esistenza. Un senso dell'umorismo universale, con una base tipicamente ebraica basata sul non senso più assoluto.
Come pittore e designer Baumstein ha partecipato a mostre personali e collettive in Brasile e all'estero, la IX e XVIII Biennale di San Paolo, la sua iniziazione nelle arti è stato visto in L'atelier Espai con l'artista catalano Joan Ponç dall 1960-1962.
Nel 1968 fonda un'azienda nel settore grafico / editoriale, pochi anni dopo inizia a ricercare la terza dimensione con occhiali e film ondulati di plastica, realizza i suoi primi film in Super 8.
Il suo nome divenne noto nel 1970 come uno dei registi di maggior talento in Super 8 attraverso realizzazioni di fantasia (spesso satirico) e il documentario, è stato premiato in numerosi festival in Brasile (Grife, FotoCineclube Bandeirantes) e all'estero (International Super8 Film Festival / Toronto, Uncipar / Buenos Aires).
Nel 1981 ha fondato Videcom a Sao Paolo, producendo video e cinema; sempre alla ricerca di nuove forme di espressione, nel 1982 ha creato un laboratorio olografico. Ali sviluppò la ricerca con l'olografia accanto a produzioni artistiche e commerciali; tra il 1982 e il 1991 ha prodotto più di 300 ologrammi. Dal 1985 ha sviluppato un intenso contatto con Augusto de Campos, Decio Pignatari, Júlio Plaza e Jose Wagner Garcia. Quindi assemblano un gruppo e sviluppano insieme progetti relativi alla poesia concreta da eseguire in olografia. Mosè allora produce una serie di ologrammi per ciascuno e per partecipare congiuntamente a mostre collettive (TRILUZ, IDEHOLOGIA e "LA TRAMA DELL GUSTO") a Sao Paolo, Madrid e Lisbona .
Dopo la sua morte è stato premiato nel 1992 con una mostra ologramma e film e video show durante il 9. Multimedia VideoBrasil Festival, a Sao Paolo. Nel 2002 poesie olografici creati da Augusto de Campos e eseguite da Baumstein sono stati acquistati per la raccolta del centro regionale des Lettres de Basse-Normandie in Francia e, nel 2007, il poema ologramma recensione è stata esposta nella mostra Poesia Concreta - Il Progetto verbivocovisual al Tomie Ohtake Institute di Sao Paolo e al Palácio das Artes di Belo Horizonte.
Il suo laboratorio olografico è rimasto in attività presso Videcom fino al 2007 quando è stato donato al Laboratorio di Ottica del Dipartimento di Fisica di UNICAMP sotto la responsabilità del Prof. José Lunazzi.
Tra settembre e novembre 2010 i loro ologrammi sono stati esposti nella mostra "Tekhne" presso l'Armando Alvares Penteado Foundation (FAAP) a Sao Paolo, che ha affrontato la discussione della importanza della convergenza tra arte e tecnologia.